# Miacatlán
Miacatlán é um município do estado de Morelos, no México.